# Родниковський сільський округ (Осакаровський район)
Роднико́вський сільський округ (каз. Родников ауылдық округі, рос. Родниковский сельский округ) — адміністративна одиниця у складі Осакаровського району Карагандинської області Казахстану. Адміністративний центр — село Родниковське.
Населення — 645 осіб (2021; 894 у 2009, 1066 у 1999, 1287 у 1989).
Станом на 1989 рік існувала Родниковська сільська рада (села Карасу, Родниковське, Торт-Кудук) ліквідованого Молодіжного району. 2007 року було ліквідовано село Торткудук.

## Склад
До складу округу входять такі населені пункти:
| Населений пункт    | Населення, осіб (1989) | Населення, осіб (1999) | Населення, осіб (2009) | Населення, осіб (2021) |
| ------------------ | ---------------------- | ---------------------- | ---------------------- | ---------------------- |
| Карасу, село       | 187                    | 133                    | 126                    | 55                     |
| Родниковське, село | 907                    | 846                    | 768                    | 590                    |
| Торткудук, село    | 193                    | 87                     | -                      | -                      |